# Union Sportive O'Mbila Nziami Libreville
L'Union Sportive O'Mbila Nziami Libreville, també conegut com a USM Libreville, és un club de futbol gabonès de la ciutat de Libreville.

## Palmarès
- Lliga gabonesa de futbol: [2]
  - 1980, 1981, 1988, 2002
- Copa gabonesa de futbol: [3]
  - 1987, 1991, 2002, 2008